# Centrolene andinum
Centrolene andinum är en groddjursart som först beskrevs av Juan A. Rivero 1968.  Centrolene andinum ingår i släktet Centrolene och familjen glasgrodor. Inga underarter finns listade i Catalogue of Life.